# Monster Hunter Orage
Monster Hunter Orage (モンスターハンター オラージュ Monsutā Hantā Orāju?) es un manga del género shōnen creado por Hiro Mashima. Basado en las series Monster Hunter de los videojuegos de Capcom, Monster Hunter Orage fue estrenado por Kōdansha en su revista Monthly Shōnen Rival en abril de 2008.

## Argumento
La historia tiene lugar en un mundo ficticio, lleno de monstruos y aventureros llamados Cazadores de Monstruos, que como su nombre implica, se dedican a cazar monstruos. La trama gira en torno a un joven de Monster Hunter, llamado Shiki, que llega a ser aprendiz de un maestro de Monster Hunter llamado Gurelli. Pocos años después de la muerte de Gurelli debida a un accidente con la pólvora, regresa a la ciudad Akamaaya, a unirse al gremio de ese lugar. En este gremio, conoce a una chica llamada Irie; después de una serie de eventos, se entera de que ella es la hija de su maestro. A partir de ese momento, forman parte de un grupo que busca encontrar el legendario Miogaruna, lo que Gurelli a lo largo de su vida ambicionó.

## Personajes
- Shiki Ryūhō (シキ・リュウホウ?)

el Protagonista de la historia y pupilo de Gurelli un cazador prohibido generalmente no escucha a las personas (especialmente a Irie) suele poner extraños nombres a todo, tiene muy mala memoria y hace unos horribles chistes pero aun así es un gran cazador posee las espadas duales de viento arashi que le dio su maestro y que fueron mejoradas por Sakuya. En el último tomo se le ve siendo capaz de manejar la espada larga de Irie en conjunto con una de sus espadas duales mostrando así su gran destreza. Sus espadas son las únicas de atributo viento conocidas.
- Irie Jescar (アイリィ Airii?)

es la hija de Gurelli generalmente trabajaba sola por lo que se había ganado un gran respeto en el gremio al que pertenecía por haber rechazado a 35 cazadores, tiene muy mal temperamento que desemboca en Shiki ya que según ella aunque viaje con Shiki el no es su compañero, además de algunas veces sentir celos por el amor que su padre le tenía a Shiki pero aun así aprecia estar con sus nuevos compañeros. su arma es una espada larga llamada eager claver. Pero luego de derrotar al Nako Aguuru cambia a la Cortadora Demoniaca. Su rechazo hacia los compañeros se debe a que cuando intento hacer el examen de cazador prohibido sus antiguos compañeros la involucraron en la caza furtiva, razón por la cual ella no puede hacer el examen.
- Sakuya (サクヤ?)

es la hija de un herrero amigo de Gurelli, se une al equipo ayudando a mejorar o reparar las armas de sus compañeros, es la única que se ríe de los chistes de Shiki y también le sigue la corriente en sus locuras, desea crear la mejor arma del mundo. posee como arma una ballesta ligera llamada justice shot. Luego de derrotar a Nako Aguuru esta cambia a la ballesta ligera Beltines, se revela que su padre no la abandono sino que murió petrificado por la saliva de un Delmaios al intentar buscar una hierba curativa para ella.
- Gurelli Jescar (グレリィ Gurerii?)

no se sabe mucho de él excepto que fue el tutor de Shiki, el padre Irie y fue amigo del papa Sakuya, aparte de eso era un cazador prohibido pero murió en un accidente con pólvora. Poco después se revela que encontró a Shiki durante su examen para cazador prohibido, y que en realidad no es uno sino que le cedió su derecho a Shiki al ver como un Kushala Daora le mostraba un gran respeto.
- Kuron Belusas (クーロン Kūron?)

rival desde el principio de Shiki. Su apodo en el gremio de la ciudad de Aka-Maya es "príncipe". Forma equipo con Shadow con el fin de ser cazador prohibido. Está enamorado de Irie, aunque ella no le presta atención en ningún momento. el arma que usa es una lanza pistola.
- Shadow (シャドウ Shadō?)

antiguo compañero de Irie cuando ella deseaba convertirse en cazadora prohibida. Fue encarcelado como el resto de su equipo después de dedicarse a la caza furtiva, con tal de conseguir dinero para sus intereses. Se dedica a celebrar el StarBreaker cada año, quedándose con las armas de los cazadores perdedores para crear otras nuevas. Kuron ayuda a las autoridades del gremio a atraparlo, ya que Shadow, como su nombre dice, siempre conseguía desaparecer en las tinieblas, huyendo de la ley. Él fue quien inició la investigación de armas de atributo viento, y está obsesionado con las espadas de Shiki
- Gordon

aparece por primera vez en el segundo libro de Monster Hunter Orage, ayudando a Shiki, a Sakuya y a Irie a dar caza al Plesioth. Es un investigador de la sección gremial de contramedidas frente a la caza furtiva, aunque en su primer encuentro con los cazadores se hace pasar por otro, usando un cuerno de caza. Shiki lo compara con un gorila constantemente, algo que a él irrita y enfada. Aunque aparte de eso, es misterioso, serio y callado.

## Monster

### Kut Ku
Dificultad:2
Se menciona por primera vez en el primer libro, cuando Shiki decide seguir a Irie en su caza del Kut Ku. En el tercer libro vuelve a aparecer este monstruo, aunque una manada entera que es derrotada por las espadas duales del viento que utiliza Shiki. No es una amenaza importante, a no ser que se presenten en un grupo gigantesco.

### Rathian
Dificultad:4
Apodada como "la reina de la tierra", los cazadores del gremio de Aka-Maya la temen llamándola reina. Su primera aparición es en el primer libro, cuando sin previo aviso, ataca a Shiki y a Irie mientras estos buscaban al Kut Ku. Juntos consiguen derrotarla, forjando su amistad durante el combate, a pesar de que Irie sigue diciendo que no son compañeros. En Monster Hunter Orage es representada con un tamaño gigante en comparación al del videojuego.

### Derumaiosu
Dificultad:3
También llamado Delmaios, hace su primera aparición en el primer libro. Sakuya quiere acabar con él para vengar la muerte de su madre. Tiene aspecto de pájaro y es original de la saga Orage. Posee una saliva de ácido corrosivo y es capaz de escupir una especie de líquido endurecedor. Cuando Shiki, Irie y Sakuya llegan a la cueva donde vive, encuentran un Khezu petrificado en una pared, por lo que es muy poderoso. Después de que los cazadores acaben con él, deja al descubierto que el padre de Sakuya también fue víctima del monstruo cuando este buscaba una cura para una enfermedad de su hija.

### Plesioth
Dificultad:5
Shiki y sus compañeras se ven con él las caras por primera vez en la segunda entrega. El Plesioth es el objetivo de una misión, ya que los barcos del puerto no pueden zarpar porque el Piscine Wyvern caza en las aguas de la costa, algo muy extraño dado que habitan el agua dulce. En Orage se dice que el Plesioth es el rey de las criaturas acuáticas, aunque posteriormente de que saliesen los libros, en videojuegos han aparecido monstruos mucho mejor dotados que el Plesioth. Ej: Lagiacrus, Ceadeus... la mayoría de Monster Hunter Tri

### Nako Aguru
Dificultad:4
Con el aspecto de un leopardo, habita los bosques nevados y la tundra en busca de presas constantemente. Lo llaman el monstruo de las garras heladas, y es uno de los monstruos más rápidos y ágiles que aparecen en Orage, y es el segundo monstruo original de la saga. El herrero Kibarion reclama los materiales que se obtienen del Nako Aguuru para mejorar nuevas y armaduras para Shiki, Irie y Sakuya. Al final de la mortal batalla que realizan contra él, deja herido de gravedad a Shiki.

### Kushala Daora
Dificultad:10
Aparece en el tercer libro en un recuerdo de Kibarion que le contó Gurelli. Se mostró en el bosque durante una tormenta cuando Gurelli encontró a Shiki, y por el valor que este mostró ante el Dragón anciano, que en vez de atacarles se alejó, el padre de Irie decidió adoptar a Shiki como discípulo. En el epílogo del último libro, se menciona que Shiki y su equipo derrotaron a un Kushala Daora junto con otros monstruos.

### Girkuza
Dificultad:?
El dragó zombi, guardián de la ciudad de Gilgamesh, o el laberinto, para los cazadores. Grande, escurridizo, habita en la oscuridad de la ciudad en ruinas, atacando a cualquier intruso que ose poner un pie en su territorio. Aunque parezca que es un saco de huesos viviente, Kuron le explica a Irie cuando el dragón aparece que lo que ocurre en realidad es que tiene unos músculos muy finos que destacan mucho sus huesos, dándole esa apariencia. Tiene la capacidad de escupir una nube negra que asfixia a quien lo respira.

### Miogaruna
Dificultad: 99
"La última estrella", es mencionado en todos las entregas, aunque solo hace aparición en la última. La meta de Shiki es acabar con él, al igual que quería su maestro e Irie. Los cazadores suponen que fue un Miogaruna el que destruyó la ciudad de Gilgamesh para poner un huevo, aunque hasta que Shiki no derrotó al Girkuza, la cría del Miogaruna creció dentro del huevo, eclosionando ya adulto cuando esto ocurrió. Con fuerza para convertir el paraíso en un infierno, con un letal aliento destructor, es un dragón rápido y con las escamas muy duras, tanto que las espadas del viento se rompieron cuando Shiki golpeó la cabeza del dragón. Con la ayuda de Kuron, consiguen derrotar al monstruo por muy poco, dándole muerte uniendo fuerzas.

## Capítulos
| Volumen 1 | ISBN | Publicado                            |
| Volumen 1 | ISBN 978-4-06-380001-2 | 4 de agosto de 2008                  |
| | |                                      |
| Contiene los capítulos: - 1. Monster Hunter (モンスターハンター Monsutā Hantā?, Cazador de monstruos) - 2. Los encuentros hacen el mundo (世界をつくるのは出会い Sekai o tsukuru no ha deai?) - 3. Lo que pueden hacer tres personas (3人ならば出来ること 3 nin naraba dekiru koto?) | Contiene los capítulos: - 1. Monster Hunter (モンスターハンター Monsutā Hantā?, Cazador de monstruos) - 2. Los encuentros hacen el mundo (世界をつくるのは出会い Sekai o tsukuru no ha deai?) - 3. Lo que pueden hacer tres personas (3人ならば出来ること 3 nin naraba dekiru koto?) | Personaje de la carátula:Shiki Ryūhō |

| Volumen 2 | ISBN | Publicado                            |
| Volumen 2 | ISBN 978-4-06-380001-2 | 4 de diciembre de 2008               |
| | |                                      |
| Contiene los capítulos: - 4. Compañía real de notarios de paleontologia (王立古生物書士隊 Ōritsu koseibutsu shoshitai?) - 5. Un corazón creyente (信じる心 Shinjiru kKokoro?) - 6. ¡Estoy solo! (私一人で! Watashi hitori de!?) - 7. La última estrella (最後の星 Saigo no hoshi?) | Contiene los capítulos: - 4. Compañía real de notarios de paleontologia (王立古生物書士隊 Ōritsu koseibutsu shoshitai?) - 5. Un corazón creyente (信じる心 Shinjiru kKokoro?) - 6. ¡Estoy solo! (私一人で! Watashi hitori de!?) - 7. La última estrella (最後の星 Saigo no hoshi?) | Personaje de la carátula:Irie Jescar |

| Volumen 3 | ISBN | Publicado                       |
| Volumen 3 | ISBN 978-4-06-380001-2 | 3 de abril de 2009              |
| | |                                 |
| Contiene los capítulos: - 8. El día del inicio (始まりの日 Hajimari no hi?) - 9. Orage (オラージュ Orāju?, Tormenta) - 10. Destructor de estrellas (星崩し Hoshi kuzushi?) - 11. Reunión (再会 Saikai?) | Contiene los capítulos: - 8. El día del inicio (始まりの日 Hajimari no hi?) - 9. Orage (オラージュ Orāju?, Tormenta) - 10. Destructor de estrellas (星崩し Hoshi kuzushi?) - 11. Reunión (再会 Saikai?) | Personaje de la carátula:Sakuya |

| Volumen 4 | ISBN | Publicado                               |
| Volumen 4 | ISBN 978-4-06-380060-9 | 4 de mayo de 2009                       |
| | |                                         |
| Contiene los capítulos: - 12. Si hay cuatro personas (4人なら 4 nin nara?) - 13. El dragón esplendoroso, Miogaruna! (輝龍ミオガルナ Teru ryū Miogaruna?) - 14. Last Chapter (Último capítulo) | Contiene los capítulos: - 12. Si hay cuatro personas (4人なら 4 nin nara?) - 13. El dragón esplendoroso, Miogaruna! (輝龍ミオガルナ Teru ryū Miogaruna?) - 14. Last Chapter (Último capítulo) | Personaje de la carátula:Kuron Belusaas |